# Liste der Biografien/Mult
Liste der Biografien |
Portal Biografien |
Personensuche
# |
A |
B |
C |
D |
E |
F |
G |
H |
I |
J |
K |
L |
M |
N |
O |
P |
Q |
R |
S |
T |
U |
V |
W |
X |
Y |
Z |
?
 
Ma |
Mb |
Mc |
Md |
Me |
Mf |
Mg |
Mh |
Mi |
Mj |
Mk |
Ml |
Mm |
Mn |
Mo |
Mp |
Mq |
Mr |
Ms |
Mt |
Mu |
Mv |
Mw |
Mx |
My |
Mz
 
Mua |
Mub |
Muc |
Mud |
Mue |
Muf |
Mug |
Muh |
Mui |
Muj |
Muk |
Mul |
Mum |
Mun |
Muo |
Mup |
Muq |
Mur |
Mus |
Mut |
Muu |
Muv |
Muw |
Mux |
Muy |
Muz
 
Mula |
Mulb |
Mulc |
Muld |
Mule |
Mulf |
Mulg |
Mulh |
Muli |
Mulj |
Mulk |
Mull |
Mulm |
Muln |
Mulo |
Mulr |
Muls |
Mult |
Mulu |
Mulv |
Mulw |
Muly |
Mulz
Die Liste der Biografien führt alle Personen auf, die in der deutschsprachigen Wikipedia einen Artikel haben. Dieses ist eine Teilliste mit 26 Einträgen von Personen, deren Namen mit den Buchstaben „Mult“ beginnt.

## Mult

### Multa
- Multaharju, Miikka (* 1977), finnischer Fußballspieler
- Multanen, Jari (* 1966), finnischer Eishockeyspieler
- Multatuli (1820–1887), niederländischer SchriftstellerMultatuli (1820–1887)

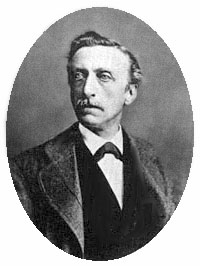
Multatuli (1820–1887)

### Multe
- Multedi, Giovanni Battista (1673–1750), italienischer Missionsbischof in Indien
- Multer, Abraham J. (1900–1986), US-amerikanischer Jurist und Politiker
- Multer, Albert (1904–1975), deutscher Fußballschiedsrichter
- Multer, Johann Christian (1768–1838), deutscher römisch-katholischer Geistlicher, Theologe und Kirchenrechtler
- Multerer, Franz (1864–1920), deutscher Maler
- Multerer, Hans (1892–1945), deutschsprachiger Schriftsteller
- Multerer, Niklas (* 1988), deutscher Degenfechter
- Multerer, Ricarda (* 1990), deutsche Degenfechterin
- Mulțescu, Gheorghe (1951–2024), rumänischer Fußballspieler und -trainer

### Multh
- Multhammer, Michael (* 1981), deutscher Literatur- und Kulturwissenschaftler
- Multhauf, Robert P. (1919–2004), US-amerikanischer Wissenschaftshistoriker
- Multhaup, Maurice (* 1996), deutscher Fußballspieler
- Multhaup, Willi (1903–1982), deutscher Fußballtrainer
- Multhaupt, Gesine (* 1963), deutsche Politikerin (SPD), MdB
- Multhaupt, Heinrich (1899–1937), deutscher Politiker (NSDAP), MdR
- Multhaupt, Hermann (* 1937), deutscher Schriftsteller und Redakteur
- Multhaupt, Johann August Philipp (1797–1868), deutscher Kaufmann
- Multhaupt, Paul (1884–1933), deutscher Industrieller, Kunstsammler und Mäzen

### Multo
- Multon, Thomas de, 1. Baron Multon de Egremont, englischer Adliger
- Multon, Thomas de, 1. Baron Multon de Gillesland († 1313), englischer Adliger

### Multr
- Multree, Paul Trairong (* 1976), thailändischer römisch-katholischer Geistlicher, Bischof von Surat Thani

### Mults
- Multscher, Hans († 1467), deutscher Bildhauer und Maler
- Multscher, Heinrich, deutscher Bildhauer